# Oldsmobile Cutlass Calais
El Oldsmobile Calais se cambió el nombre a Cutlass Calais en 1988. Es un coche compacto de tamaño mediano con un motor v6 producido por General Motors desde 1985 hasta 1991. En parte, sustituyó al Omega en la alineación de Oldsmobile. Comparte la plataforma de GM N con el Pontiac Grand Am y el Buick Skylark / Somerset y fue reemplazado por el Oldsmobile Achieva en 1992. Durante este tiempo, Oldsmobile también produjo otros dos modelos del Cutlass: el Cutlass Ciera y el Supreme, cada uno en su propia plataforma. El 1985 Calais, llamado así por la ciudad en el norte de Francia, fue elegido para ser el Indianapolis 500 Pace Car ese año. 